# Gera-Aue
Die Gera-Aue ist die ebene Tallandschaft der Gera zwischen Erfurt und der Mündung der Gera in die Unstrut bei Gebesee. Somit ist die Gera-Aue der unterste Abschnitt des Geratals. Sie ist etwa 15 Kilometer lang und fünf Kilometer breit.
Die Gera-Aue ist ein Bestandteil des Thüringer Beckens und fruchtbares Ackerland. Neben der landwirtschaftlichen Nutzung verfügt sie auch über einen Erholungswert für die Erfurter Stadtbevölkerung. Die Aue wird in Nord-Süd-Richtung vom Gera-Radweg, der Bundesstraße 4 und der Bahnstrecke Wolkramshausen–Erfurt durchzogen. In Ost-West-Richtung durchläuft die Bundesautobahn 71 die Gera-Aue.

## Stadt Erfurt
Der südliche Teil der Geraaue liegt im Stadtgebiet von Erfurt. Der westlich des Flusses zwischen Kilianipark und Nordpark gelegene Teil der Geraaue wurde im Rahmen der Bundesgartenschau 2021 neu gestaltet.  Auf einer Länge von über vier Kilometern wurden bereits bestehende Grünanlagen saniert und durch neue Parkanlagen ergänzt. Der so entstandene neue, 60 ha große Landschaftspark wurde 2021 mit dem Architekturpreis der Thüringer Architektenkammer ausgezeichnet.

## Landkreis Sömmerda
Weiter flussabwärts liegen auf der Westseite der Gera die Dörfer Elxleben, Walschleben und Andisleben sowie die Stadt Gebesee und auf der Ostseite die Orte Nöda, Riethnordhausen, Haßleben und Ringleben. Einige dieser Orte haben sich zur Verwaltungsgemeinschaft Gera-Aue zusammengeschlossen.
Nach dem Hochwasser Mai/Juni 2013 wird in der Geraaue der Hochwasserschutz mit einer Kombination von Maßnahmen, die sowohl die Erweiterung von Hochwasserabfluss- und Hochwasserrückhalteräumen als auch den gezielten Schutz von Gebieten mit einem hohen Schadens- und Gefahrenpotenzial bis hin zu Objektschutz und Eigenvorsorge umfassen, verbessert.